# Campeonato Sul-Americano de Atletismo Sub-18 de 2021
O Campeonato Sul-Americano de Atletismo Sub-18 de 2021 foi a 25ª edição da competição de atletismo organizada pela CONSUDATLE, para atletas com até 18 anos na data do evento. As provas foram realizadas no Estádio Comunal, em Encarnación, no Paraguai, entre 25 e 26 de setembro de 2021. Contou com a presença de 360 atletas de 12 nacionalidades distribuídos em 39 provas, com destaque para o Brasil com 15 medalhas de ouro.

## Medalhistas
Esses foram os resultados do campeonato. 

### Masculino
| Evento                      | Ouro                                                                  | Ouro     | Prata                                                                      | Prata    | Bronze                                                                     | Bronze   |
| --------------------------- | --------------------------------------------------------------------- | -------- | -------------------------------------------------------------------------- | -------- | -------------------------------------------------------------------------- | -------- |
| 100 metros                  | Tomás Mondino · Argentina                                             | 10.59    | Renan Gallina · Brasil                                                     | 10.65    | Enzo Barros · Brasil                                                       | 10.93    |
| 200 metros                  | Tomás Mondino · Argentina                                             | 21.94    | Jhumiler Sánchez · Paraguai                                                | 22.14    | Juan Carlos Anaya · Colômbia                                               | 22.28    |
| 400 metros                  | Vinícius Galeno · Brasil                                              | 48.73    | Gabriel Tasca · Brasil                                                     | 48.78    | Hector Broncano · Equador                                                  | 49.49    |
| 800 metros                  | Gabriel dos Santos · Brasil                                           | 1:51.24  | Pedro Alejandro Marín · Colômbia                                           | 1:53.00  | Samuel Guarín · Colômbia                                                   | 1:53.12  |
| 1 500 metros                | Gonzalo Gervasini · Uruguai                                           | 3:57.03  | David Preciado · Colômbia                                                  | 4:02.65  | Sebastián Dossow · Chile                                                   | 4:06.89  |
| 3 000 metros                | Alexander García · Colômbia                                           | 8:41.08  | Carlos Peñafiel · Equador                                                  | 8:42.99  | Nider Pecho · Peru                                                         | 8:44.57  |
| 10 km marcha atlética       | Miguel Arcangel Peña · Colômbia                                       | 45:27.90 | Julian Andrés Alfonso · Colômbia                                           | 45:46.03 | João Victor Magalhães · Brasil                                             | 46:23.22 |
| 110 metros barreiras        | Thiago dos Santos · Brasil                                            | 13.97    | Gustavo Cadan · Brasil                                                     | 14.27    | Pedro Morales · Chile                                                      | 14.60    |
| 400 metros barreiras        | Leonardo Mendes · Brasil                                              | 53.41    | Javier Valentino Molet · Argentina                                         | 53.89    | Samuel dos Santos · Brasil                                                 | 54.08    |
| 2.000 metros com obstáculos | Wilson Navarrete · Equador                                            | 5:58.61  | Jeronimo Peralta · Argentina                                               | 6:04.31  | Bruno do Prado · Brasil                                                    | 6:05.95  |
| 4×100 metros estafetas      | Brasil · Renan Gallina · Enzo Barros · Thamer Villar · Eron de Araújo | 41.41    | Argentina · Ignacio Cabrera · Luis Batista · Matías Castro · Tomás Mondino | 41.56    | Peru · Rodrigo Cornejo · Aron Eart · Ismael Arevalo · Luis Humberto Angulo | 41.78    |
| Salto em altura             | Cristobal Sahurie · Chile                                             | 2.04     | Eron de Araújo · Brasil                                                    | 1.95     | Brayan Ganan · Equador                                                     | 1.95     |
| Salto com vara              | Aurelio Leite · Brasil                                                | 4.60     | Ricardo Montes · Venezuela                                                 | 4.60     | Pedro Henrique Aparecido · Brasil                                          | 4.30     |
| Salto em comprimento        | Matheus de Barros · Brasil                                            | 7.30     | Ezequiel Sferra · Argentina                                                | 6.96     | Jean Carlos Mosquera · Colômbia                                            | 6.85     |
| Salto triplo                | Vinícius de Freitas · Brasil                                          | 14.67    | Jarley Cuellar · Brasil                                                    | 14.58    | Roy Chila · Equador                                                        | 14.50    |
| Arremesso de peso           | Darwin Meneses · Colômbia                                             | 17.90    | Juan Anding · Brasil                                                       | 17.39    | Javier Montejo · Argentina                                                 | 16.2     |
| Lançamento de disco         | Holman Villamizar · Colômbia                                          | 54.13    | Matheus de Barros · Brasil                                                 | 52.76    | Juan Anding · Brasil                                                       | 52.49    |
| Lançamento do martelo       | Tomás Olivera · Argentina                                             | 70.31    | Jean Carlos Ortiz · Colômbia                                               | 69.45    | Cipriano Riquelme · Chile                                                  | 66.99    |
| Lançamento do dardo         | Pablo Joan Frutos · Chile                                             | 65.52    | Arthur Curvo · Brasil                                                      | 63.92    | Yuri Benites · Brasil                                                      | 61.52    |
| Decatlo                     | Luiz Arthur Santos · Brasil                                           | 6342     | Vitor Lazarim · Brasil                                                     | 6244     | Alejandro Romano · Argentina                                               | 5919     |

### Feminino
| Evento                      | Ouro                                                                                | Ouro     | Prata                                                                          | Prata    | Bronze                                                                             | Bronze   |
| --------------------------- | ----------------------------------------------------------------------------------- | -------- | ------------------------------------------------------------------------------ | -------- | ---------------------------------------------------------------------------------- | -------- |
| 100 metros                  | Laura Martínez · Colômbia                                                           | 11.92    | Melany Bolaño · Colômbia                                                       | 12.00    | Suellen de Santanna · Brasil                                                       | 12.17    |
| 200 metros                  | Melany Bolaño · Colômbia                                                            | 24.73    | Marleth Ospino · Colômbia                                                      | 25.21    | Suellen de Santanna · Brasil                                                       | 25.30    |
| 400 metros                  | Martina Bonaudi · Uruguai                                                           | 57.39    | Ana Luiza dos Santos · Brasil                                                  | 57.73    | Paola Loboa · Colômbia                                                             | 57.79    |
| 800 metros                  | Anita Poma · Peru                                                                   | 2:11.75  | Caroline Gomes · Brasil                                                        | 2:13.64  | Julia Gonçalves · Brasil                                                           | 2:14.06  |
| 1 500 metros                | Danna Michel Pinchao · Colômbia                                                     | 4:44.58  | Ana Valerio · Brasil                                                           | 4:47.04  | Stefany Ribeiro · Brasil                                                           | 4:50.10  |
| 3 000 metros                | Gabriela Tardivo · Brasil                                                           | 10:02.39 | Lilian Mateo · Bolívia                                                         | 10:14.62 | Vanessa Alder · Equador                                                            | 10:22.91 |
| 5 km marcha atlética        | Natalia Pulido · Colômbia                                                           | 23:16.00 | Sara Encalada · Equador                                                        | 23:49.23 | Mariana Rincón · Colômbia                                                          | 24:23.86 |
| 100 metros barreiras        | María Alejandra Murillo · Colômbia                                                  | 13.66    | Lays Silva · Brasil                                                            | 14.08    | Catalina Rozas · Chile                                                             | 14.23    |
| 400 metros barreiras        | Letícia de Oliveira · Brasil                                                        | 59.33    | María Alejandra Murillo · Colômbia                                             | 59.55    | Camille de Oliveira · Brasil                                                       | 61.16    |
| 2.000 metros com obstáculos | Eunice Lescano · Argentina                                                          | 7:19.63  | Amanda Silva · Brasil                                                          | 7:27.60  | Jomayra Tite · Equador                                                             | 7:28.49  |
| 4×100 metros estafetas      | Colômbia · Laura Martínez · Melany Bolaño · María Alejandra Murillo · Marlet Ospino | 46.18    | Brasil · Tainara Mees · Suellen de Santanna · Nicole Domene · Isadora Sorriano | 46.61    | Argentina · Victoria Zanolli · Helen Bernard · Valentina Napolitano · Malena Gobbo | 48.06    |
| Salto em altura             | Silvina Gil · Uruguai                                                               | 1.72     | Gabriela de Sá · Brasil                                                        | 1.72     | Joaquina Dura · Argentina                                                          | 1.63     |
| Salto com vara              | Asunción Dreyfus · Chile                                                            | 3.60     | Julia Calabretti · Brasil                                                      | 3.60     | Iraynelli Bravo · Venezuela                                                        | 3.55     |
| Salto em comprimento        | Vanessa dos Santos · Brasil                                                         | 6.15 (v) | Nerly Cantoni · Colômbia                                                       | 6.14     | Ornelys Ortiz · Venezuela                                                          | 5.86 (v) |
| Salto triplo                | Joaquina Dura · Argentina                                                           | 12.52    | Beatriz dos Santos · Brasil                                                    | 12.37    | Katerine Pinillo · Colômbia                                                        | 12.35    |
| Arremesso de peso           | Taniele da Silva · Brasil                                                           | 14.64    | Alison Torres · Equador                                                        | 14.30    | Laira Ordoñez · Colômbia                                                           | 13.76    |
| Lançamento de disco         | Florencia Dupans · Argentina                                                        | 43.86    | Valentina Ulloa · Chile                                                        | 43.15    | Maria Eduarda de Matos · Brasil                                                    | 41.45    |
| Lançamento do martelo       | Catalina Rodríguez · Colômbia                                                       | 61.89    | Katerine Tantalean · Peru                                                      | 56.89    | Sara Antonia Vera · Chile                                                          | 55.30    |
| Lançamento do dardo         | Manuela Rotundo · Uruguai                                                           | 47.15    | Martina Prieto · Argentina                                                     | 43.29    | Laira Ordoñez · Colômbia                                                           | 43.01    |
| Heptatlo                    | Renata Godoy · Argentina                                                            | 4983     | Sofhia Antonio · Brasil                                                        | 4882     | María Paula Reinoso · Colômbia                                                     | 4591     |

### Misto
| Evento                 | Ouro | Ouro    | Prata | Prata   | Bronze | Bronze  |
| ---------------------- | --- | ------- | --- | ------- | --- | ------- |
| 8×300 metros estafetas | Brasil · Ana Luiza dos Santos (F) · Letícia de Oliveira (F) · Nicole Domene (F) · Camille de Oliveira (F) · Vinícius Galeno (M) · Gabriel Tasca (M) · Samuel dos Santos (M) · Leonardo Mendes (M) | 5:01.86 | Equador · Ignacio Cabrera (M) · Mateo Duran (M) · Joaquina Dura (F) · Malena Gobbo (F) · Helen Bernard (F) · Abril Molina (F) · Luis Batista (M) · Tomás Mondino (M) | 5:07.17 | Colômbia · Samuel Guarín (M) · Paola Loboa (F) · Freddy Jiménez (M) · Juan Carlos Anaya (M) · Raúl Ararat (M) · Marleth Ospino (F) · Melany Bolaño (F) · Laura Martínez (F) | 5:16.39 |

## Quadro de medalhas
A contagem de medalhas foi publicada. 
| Ordem | País      | Medalha de ouro | Medalha de prata | Medalha de bronze | Total |
| ----- | --------- | --------------- | ---------------- | ----------------- | ----- |
| 1     | Brasil    | 15              | 19               | 13                | 47    |
| 2     | Colômbia  | 11              | 8                | 11                | 30    |
| 3     | Argentina | 7               | 7                | 5                 | 19    |
| 4     | Uruguai   | 4               | 0                | 0                 | 4     |
| 5     | Chile     | 3               | 1                | 5                 | 9     |
| 6     | Equador   | 1               | 3                | 5                 | 9     |
| 7     | Peru      | 1               | 1                | 2                 | 4     |
| 8     | Venezuela | 0               | 1                | 2                 | 3     |
| 9     | Bolívia   | 0               | 1                | 0                 | 1     |
| 9     | Paraguai  | 0               | 1                | 0                 | 1     |
|       | TOTAL     | 42              | 42               | 43                | 127   |